# Jacques-Martin Berthelot
Pour les articles homonymes, voir Berthelot.
Jacques Martin Berthelot (1799-1864) est un médecin et chercheur français connu pour ses recherches sur la pleurésie, l'actinomycose, et le choléra. Il est le premier membre connu de la famille Langlois-Berthelot. Il serait à l'origine de la devise de cette famille : "Scientia numquam sine actu".

## Biographie
Ses recherches sont fondatrices en ce qui concerne les maladies pulmonaires et la bactérie Vibrio cholerae [réf. nécessaire], principalement ses Observations de médecine pratique sur le choléra morbus de Paris entre 1832 et 1833, publiées en 1835. Elles lui valent une certaine renommée dans le champ médical et son travail  sur les épidémies de choléra à Paris entre 1832 et 1833 est sélectionné pour le prix Montyon par l'Académie Royale des Sciences. C'est un homme d'origine très modeste (son père est maréchal-ferrant) et un républicain convaincu. Il est chevalier de la légion d'honneur, Médaille de la reconnaissance française et récompensé par Louis-Philippe pour son apport à la médecine française.
Jacques Martin Berthelot se dévoue sans compter lors de l'épidémie de choléra de 1832 et pour aider les blessés sur les barricades. C'est le père du chimiste, biologiste, puis homme politique Marcellin Berthelot. 

## Publications
- Essai sur la pleurésie, Faculté des Sciences de Paris, 1825
- Observations de médecine pratique sur le choléra morbus de Paris entre 1832 et 1833, J. Rouvier et Le Bouvier, Paris, 1835

## Distinction
- Chevalier de la légion d'honneur.[réf. nécessaire]